# بيصور
بيصور هي قرية من قرى قضاء عاليه في محافظة جبل لبنان وتبعد عن مدينة بيروت حوالي 18 كلم وتقدر مساحتها الإجمالية نحو 7 كلم مربعة وتقع على منحدرات جبلية تكسوها أشجار الصنوبر في سلسلة جبال لبنان الغربية وتتميز ببيئتها النظيفة فهي ترتفع 850 متراً إلى 950 متراً عن سطح البحر، وبالتالي فشتاؤها معتدل وصيفها منعش ولطيف. ويحدها من الشرق بلدة مجدليا ومن الغرب بلدة عيناب، أما شمالاً فبلدتا كيفون وسوق الغرب وجنوباً بلدة قبرشمون وتكثر فيها معاصر زيت الزيتون وتشتهر بتقطير العديد من الأعشاب الطبية كالقصعين، وصناعة خل التفاح والعنب والزبيب والكشك والزعتر والفاكهة المجففة على أنواعها.
وعن أصل اسم بيصور يقال إنه آرامي سرياني وهو «بيت ياصر» أي «مكان الخزّاف» أو «مكان الفاخوري» (صانع الفخار) وقد يعني الاسم «السور» خاصة أنها كانت محاطة ومسوّرة بأشجار الرمان التي اشتهرت بها.
ويبلغ عدد سكانها حوالي 12 ألف نسمة وأكبر عائلتين في بيصور هما عائلتي العريضي وملاعب إضافة إلى عائلة القاضي وبعض العائلات الوافدة من مناطق أخرى حيث وجدت في بيصور مستقرا لها ومن هذه العائلات عائلة الحلبي والريس.
ومن التضاريس التي تشتهر بيصور بها تلة تُسمّى “محلة الرادار” وهي قمة عالية تشرف على بيروت وقمم جبال لبنان والجنوب، وتزخر بأشجار الصنوبر والسنديان العتيقة. هذه التلة أصبحت متنفساً طبيعياً لأهالي البلدة والبلدات المجاورة، لما تحويه من مناظر طبيعية خلابة وجلسات هادئة في الظلال.
أما في الناحية المنخفضة للبلدة فيجري نهر بيصور الذي يحافظ على غزارة مياهه صيفاً وشتاءً، وقد أُقيم على ضفافه مشروع سياحي يضمّ مطعماً ومنتزهاً وغرفاً للتخييم للعائلات وبركاً صغيرة للسباحة.
قدمت بيصور حوالي 150 شهيداً مقاتلاً في الحروب اللبنانية وخاصةً في التصدي للعدوان الإسرائيلي، ولهذا فقد لقبت بيصور بـ"أم الشهداء" منذ السبعينيات من القرن الماضي ولا زال هذا اللقب يلازمها حتى اليوم.[بحاجة لمصدر]
تمتاز بيصور أيضاً بوجود عدد كبير من رجال الدين الدروز توارثوا تعاليم المذهب منذ أجيال وهم محور أعمال الوساطة والصلح في كل المنطقة ويتم عادةً اللجوء إليهم عند وقوع أي إشكال يستدعي تدخلهم لإصلاح ذات البين.
إضافة إلى الرجال الأشداء والمشايخ تتميز بلدة بيصور بوجود عدد كبير من خريجي الجامعات من مهندسين كالدكتور وليد غ ملاعب الباحث في الفيزياء النووية في جامعة طوكيو-اليابان، إضافة إلى الأطباء والمحامين وغيرهم من مختلف الاختصاصات لاسيما الفنية والثقافية، كالأداب والشعراء ومنهم الشاعر الراحل شفيق ملاعب وعدد كبير وملفت من الرسامين والنحاتين والخطاطين ومن أشهرهم صاحب الأرقام القياسية الفنان فارس ملاعب الذي دخل موسوعة غينيس حين كتب حوالى 40 كلمة على شعرة، وكتب 160 صفحة على ورقة بقياس 5×7سنتم بالحرف النافر، والنحات العالمي جميل ملاعب و كذلك الخطاط ذو الشهرة العالمية مروان العريضي وهو صاحب علامة تجارية باسمه تحمل قوائم من الخطوط العربية والأجنبية التي استحدثها، ومن ابنائها السياسيين الوزير الدكتور غازي العريضي والشهيد الشيخ صالح العريضي والمستشار في الديوان الأميري بدولة الكويت الدكتور بشير العريضي.

## أعلام
- وديع يوسف ملاعب (1914 - 17 أكتوبر 1984) صحفي وسياسي وشاعر.